# Kamalaśīla
Kamalaśīla (Liên Hoa Giới, 713-763) là một cao tăng Ấn Độ, người đã đi theo thầy mình là Śāntarakṣita (Tịch Hộ) sang Tây Tạng theo lời mời của Trhisongdetsen để truyền đạo. Ông cùng với thầy của mình là đại biểu của dòng Trung quán Duy thức.
Kamalaśīla nổi tiếng với ba tác phẩm gọi chung là Bhāvanākrama được xem là tác phẩm kinh điển hướng dẫn thiền định, tạo thành nền tảng cho các loại thực hành thiền định ở Tây Tạng.